# Erika Opelt-Stoevesandt

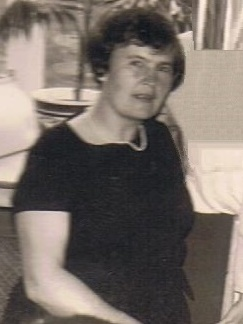
Erika Opelt-Stoevesandt (1965)

Erika Opelt-Stoevesandt, geborene Nessenius (* 16. Januar 1919 in Wilhelmshaven; † 3. März 2013 in Bremen), war eine deutsche Pädagogin und Schulgründerin in Bremen.

## Biografie

### Familie und Ausbildung
Opelt-Stoevesandt war die Tochter des Finanzpräsidenten der Stadt Bremen Hans Nessenius und seiner Frau Käthe. Die Familie zog 1920 nach Bremen, wo ihre beiden Brüder Walter und Günter Nessenius geboren wurden. In den 1930er Jahren musste sie als junges Mädchen zum Reichsarbeitsdienst und war ein halbes Jahr Lehrling in der Landwirtschaft. 1938 absolvierte sie ihr Abitur. 1939 heiratete sie den Juristen Heinrich Stoevesandt, einen Neffen des  Mediziners Karl Stoevesandt. 1939 arbeitete sie als Reserveschwester. Im März 1940 wurde ihre Tochter Gertrud geboren. 1941 fiel ihr Mann im Krieg. Nachdem ihr Mann gefallen war, wurde im November 1941 ihr Sohn Heino geboren, der nach seinem Vater benannt wurde.
1943 zog sie mit ihren beiden Kindern zum Studium nach Marburg, wo die Kinder von einer Kinderfrau betreut wurden. Sie studierte Naturwissenschaften an der Universität Marburg. Sie besuchte dabei auch theologische Vorlesungen u. a. bei Rudolf Bultmann, bei Paul Tillich und insbesondere bei dem Religionswissenschaftler und Ökumeniker Friedrich Heiler.
1945 kam ihr Vater nach einem Bombenangriff ums Leben. Erika Opelt-Stoevesandt kehrte nach Bremen zurück und sorgte für die Einrichtung eines Waisenhauses für durch den Krieg von ihren Eltern getrennte und verwaiste Kinder. Bezüglich der Gestaltung der Aufnahme dieser Kinder, die meist ausgehungert, erschöpft, übermüdet und völlig verdreckt ankamen, gab es einen Disput zwischen der Diakonie, der das Waisenhaus unterstand, und Frau Stoevesandt. Die Diakonissen vertraten den Standpunkt, dass als erstes mit den Kindern gebetet werden müsse, erst danach dürften sie versorgt werden, während Frau Stoevesandt ohne dies zu beachten dafür sorgte, dass die Kinder zuerst eine Mahlzeit bekamen, ein Bad, frische Kleider und ein Bett, und sie der Meinung war, dass man auch danach mit den Kindern beten könne. Frau Stoevesandts unbeugsame Haltung hatte zur Folge, dass ihr von der Diakonie wegen angeblich unchristlichen Verhaltens gekündigt wurde. Danach ging sie wieder nach Marburg und setzte ihr Studium fort.
Ihr Staatsexamen legte sie in den Hauptfächern Biologie und Religion und in den Nebenfächern Mathematik und Physik ab.
1961 heiratete sie den Witwer Rudolph Opelt, der vier Kinder in die Ehe mitbrachte.

### Pädagogin und Schulgründerin
1950 wurde Opelt-Stoevesandt Studienreferendarin im bremischen Schuldienst. Sie war u. a. bis 1964 als Studiendirektorin Stellvertretende Direktorin des Gymnasiums am Leibnizplatz in der Bremer Neustadt.
1964 wurde sie als Nachfolgerin von Elisabeth Forck Leiterin des Gymnasiums an der Kleinen Helle in Bremen-Mitte und danach Oberstudiendirektorin. Bis 1981 modernisierte sie durch verschiedene Reformen diese frühere Mädchenschule, die nun auch Realschulabsolventen den Weg zum Abitur öffnete. Die Politisierung der Lehrer und der Schule in den 1970er Jahren störte sie ebenso wie der fehlende Religionsunterricht in Bremen.
1974 veröffentlichte sie Überlegungen zur Einrichtung eines ökumenischen Gymnasiums in freier Trägerschaft und zur Integration körperbehinderter Schüler. 1981 erreichte sie, dass das Ökumenische Gymnasium zu Bremen (ÖG), eine private christliche Schule in Bremen-Oberneuland unter Mitwirkung des Mathematikprofessors Gerhard Becker (1938–2013) gegründet wurde, das sie als Direktorin leitete. Dabei kam es zu  politischen Auseinandersetzungen. Das ÖG vermittelt ein christliches Erziehungsprofil sowie eine umfassende Allgemeinbildung in den traditionellen Gymnasialfächern. Beim Religionsunterricht gibt es keine Trennung der Konfessionen (siehe Ökumenische Bewegung). Sie setzte sich auch für die Inklusion an ihrer Schule ein, also für die Integration von körperbehinderten Kindern. Als Gründungsdirektorin des ÖG legte sie auch selbst überall Hand mit an, wo Arbeiten an der Schule nötig waren. 1978 erfolgte die Gründung des Fördervereins Freunde und Förderer des Ökumenischen Gymnasium, aus dem sich 2006 die Erika-Opelt-Stoevesandt-Stiftung entwickelte. 1987 trat sie in den Ruhestand. Erst 1988 wurde das Abitur des ÖG staatlich anerkannt.
Aufgrund auch ihrer Initiative wurde 1991 das nunmehr private Ökumenische Domgymnasium Magdeburg („ÖDG“) neu gegründet, wo sie Mitglied in Kuratorium und Förderverein sowie Ehrenmitglied im Vorstand war.
Erika Opelt-Stoevesandt liegt auf dem Riensberger Friedhof in Bremen-Schwachhausen begraben.

### Reisen
Im Ruhestand unternahm sie Studienreisen ins Ausland. Sie besuchte Assisi und machte einen Papstbesuch in der Vatikanstadt sowie eine Pilgerreise nach Japan, wo sie shintoistische und buddhistische Religionsgemeinschaften besuchte und an den dortigen Gottesdiensten teilnahm. Sie lebte und wirkte bis ins hohe Alter in Bremen. Sie starb im März 2013 und wurde auf dem Riensberger Friedhof in Bremen beerdigt.

## Ehrungen
- 1996 erhielt Opelt-Stoevesandt durch Bundespräsident Roman Herzog das Bundesverdienstkreuz am Bande.
- 1999 wurde ihr die Senatsmedaille für Kunst und Wissenschaft der Freien Hansestadt Bremen verliehen.
- Die Erika-Opelt-Stoevesandt-Stiftung von 2006 für begabte Kinder wurde nach ihr benannt.